# Shenzhen Xin Pengcheng Zuqiu Julebu
Lo Shenzhen Peng City Football Club (深圳新鹏城足球俱乐部S, Shēnzhèn Xīn Péngchéng Zúqiú JùlèbùP), in passato noto come Sichuan Jiuniu, è una società calcistica cinese con sede nella città di Shenzhen. Milita nella Super League, la massima serie del campionato cinese.

## Storia
Il club è stato fondato il 5 gennaio 2017. Nello stesso anno ha partecipato alla China Amateur Football League ed è riuscito ad avanzare agli spareggi nazionali, ma è stato eliminato dallo Zhaoqing Hengtai al primo turno. Complessivamente si è classificato al 10º posto e per questo è stato successivamente ammesso alla China League Two a causa del ritiro di diverse altre squadre.
Nel febbraio del 2019, il City Football Group acquista una parte delle quote del club.
Il 23 maggio 2020, la federazione calcistica della Cina ha annunciato che a undici club professionistici delle prime tre divisioni cinesi sarebbe stata annullata la registrazione a causa del mancato pagamento degli stipendi dei giocatori. Di conseguenza, la CFA ha annunciato una serie di ripescaggi tra i quali quello del Sichuan Jiuniu, così ammesso in China League One per la stagione 2020.
Nel 2023, il Sichuan Jiuniu si assicura il titolo della League One e la promozione nella Super League per la prima volta nella storia, dopo aver sconfitto il Liaoning Shenyang Urban per 1-0 con il gol di Yu Rui all'87º minuto.
Il 24 gennaio 2024, la Federcalcio cinese ha confermato il trasferimento del club a Shenzhen, Guangdong. Con il successivo cambio di denominazione del club in Shenzhen Peng City.

## Allenatori
- 2017  Sun Bowei
- 2018  Cheng Liang (1ª-9ª)
 Dario Dabac (10ª-28ª)
- 2019  Dario Dabac (gen.)
 Wang Hongwei (feb.-dic.)
- 2020  Wang Hongwei (gen.-mag.)
 Li Yi (1ª-15ª)[5]
- 2021  Li Yi
- 2022  Sergio Lobera[6]
- 2023  Sergio Lobera (gen.-mar.)
 Jesús Tato (1ª-30ª)
- 2024  Jesús Tato (1ª-27ª)
 Christian Lattanzio (28ª-30ª)

## Palmarès

### Competizioni nazionali
- League One (Cina): 1

2023

## Statistiche e record

### Statistiche individuali
| Record di presenze - 103 Xiao Kun (2020-2024) - 99 Nan Song (2021-) - 97 Wang Chu (2019-2022) - 93 Wang Qiao (2019-) - 90 Ruan Jun (2017-2021) - 89 Geng Xiaoshun (2019-2022) - 80 Xia Dalong (2020-2023) - 76 Song Chen (2020-2023) - 67 Wang Qi (2020-2023) - 62 Li Endian (2017-2020) | Record di reti - 27 Ruan Jun (2017-2021) - 22 Edu García (2022-) - 14 Jorge Ortiz (2022-) - 12 Ma Xiaolei (2022) - 12 Xia Dalong (2020-2023) - 11 Wang Chu (2019-2022) - 11 Wang Qi (2020-2023) - 10 Xiao Kun (2020-2024) - 9 Li Endian (2017-2020) - 9 Cao Yiyao (2017-2020) - 9 Chisom Egbuchulam (2023) |

## Organico

### Rosa 2022
Aggiornata al 2 luglio 2022
| N. |                   | Ruolo | Calciatore     |
| -- | ----------------- | ----- | -------------- |
| 1  | Cina (bandiera)   | P     | Lu Ning        |
| 2  | Cina (bandiera)   | D     | Geng Xiaoshun  |
| 3  | Cina (bandiera)   | D     | Chen Fangzhou  |
| 4  | Cina (bandiera)   | C     | Xiao Kun       |
| 5  | Cina (bandiera)   | D     | Zhao Jun       |
| 6  | Cina (bandiera)   | C     | Li Haojie      |
| 7  | Cina (bandiera)   | C     | Zhao Xuri      |
| 8  | Cina (bandiera)   | C     | Zhou Dadi      |
| 9  | Cina (bandiera)   | A     | Xia Dalong     |
| 10 | Spagna (bandiera) | C     | Jorge Ortiz    |
| 11 | Spagna (bandiera) | A     | Edu García     |
| 12 | Cina (bandiera)   | D     | Xu Wu          |
| 13 | Cina (bandiera)   | A     | Ma Xiaolei     |
| 14 | Spagna (bandiera) | C     | Hernán Santana |
| 15 | Cina (bandiera)   | C     | Nan Song       |
| 16 | Cina (bandiera)   | D     | Wang Qiao      |
| 17 | Cina (bandiera)   | C     | Wang Qi        |
| 18 | Cina (bandiera)   | C     | Muzapar Muhta  |

| N. |                      | Ruolo | Calciatore      |
| -- | -------------------- | ----- | --------------- |
| 19 | Cina (bandiera)      | A     | Liu Xinyu       |
| 20 | Cina (bandiera)      | P     | Zhao Shi        |
| 21 | Cina (bandiera)      | C     | Chen Yi         |
| 22 | Cina (bandiera)      | D     | Ötkür Hesen     |
| 23 | Hong Kong (bandiera) | D     | Andy Russell    |
| 25 | Cina (bandiera)      | D     | Zou Zheng       |
| 26 | Cina (bandiera)      | D     | Tao Yuan        |
| 27 | Cina (bandiera)      | P     | Yang Chao       |
| 29 | Cina (bandiera)      | C     | Wang Chu        |
| 30 | Cina (bandiera)      | C     | Li Jinqing      |
| 31 | Cina (bandiera)      | D     | Nizamdin Ependi |
| 32 | Cina (bandiera)      | D     | Song Chen       |
| 33 | Cina (bandiera)      | C     | Yang Lei        |
| 35 | Cina (bandiera)      | D     | Chen Shuo       |
| 37 | Cina (bandiera)      | C     | Wang Jiaqi      |
| 39 | Cina (bandiera)      | D     | Li Bowen        |
| 40 | Cina (bandiera)      | C     | Ma Canjie       |

### Riserve
| N. |                 | Ruolo | Calciatore  |
| -- | --------------- | ----- | ----------- |
| 18 | Cina (bandiera) | D     | Fang Kuimin |
| 18 | Cina (bandiera) | D     | Liu Sheng   |
| 18 | Cina (bandiera) | C     | Zhu Xu      |

| N. |                 | Ruolo | Calciatore   |
| -- | --------------- | ----- | ------------ |
| 18 | Cina (bandiera) | C     | Xiao Yifeng  |
| 18 | Cina (bandiera) | C     | Zhou Minghao |

### Staff tecnico
Di seguito lo staff tecnico del Sichuan Juniu aggiornato al 10 ottobre 2023.
- Jesus Tato - Allenatore ad interim
- Manuel Sayabera - Preparatore atletico
- Juan Maria Cruz Arias - Preparatore dei portieri